# Jan Fischer (umělec)
Jan Fischer (* 1960) je český hudebník, textař, scenárista a redaktor hudební redakce Československé televize. Od 90. let 20. století je znám též jako nezávislý autor, producent, režisér filmových dokumentů a spoluautor publikací věnovaných historii Šumavy.

## Život
Jan Fischer se narodil v roce 1960 do rodiny českého rozhlasového redaktora, básníka, dramaturga, textaře, publicisty, libretisty, scenáristy, překladatele a autora rozhlasových her a pohádek Ivo Fischera (1924–1990). Jako textař, hudebník, scenárista a filmař působil Jan již od roku 1975. V hudební redakci Československé televize pak pracoval mezi léty 1980 až 1991. Po sametové revoluci v Československu (v listopadu 1989) se začal (od roku 1991) Jan Fischer živit jako nezávislý autor, producent a režisér. S internetovou televizí Stream.cz zahájil svoji spolupráci v roce 2023 a podílí se zde na vzniku některých pořadů (Zmizelá Šumava, Vypečené reklamy, Troublemaker, Ničení povoleno, MISE K2 a Jídlo s.r.o.).
Jan Fischer má silné pracovní vazby na pražské činoherní a hudební divadlo Studio DVA, které sídlí v Paláci Fénix na Václavském náměstí a jako textař spolupracuje s celou řadou populárních českých kapel a zpěváků.

## Zmizelá Šumava
Cyklus filmových dokumentů nazvaných Zmizelá Šumava Jan Fischer nejen režíroval, ale též se na nich autorsky podílel spolu se znalcem šumavské historie, učitelem, turistou a autorem publikací o Šumavě „zemitým šumavákem“ Emilem Kintzlem (1934–2022), který se tematicky zaměřoval na příběhy starých, dnes již zaniklých osad, které v průběhu 20. století zmizely z mapy tohoto drsného kraje. A byl to také Jan Fischer, který je i spoluautorem Kintzlových publikací Zmizelá Šumava (2015), Zmizelá Šumava 2 (2019) a Zmizelá Šumava 3 (2020). Tyto tři publikace zachycují příběhy z historické, zapomenuté, ale i současné Šumavy a jsou doplněny unikátními dobovými fotografiemi.
- Publikace Zmizelá Šumava (vydání z roku 2015) získala v roce 2016 ocenění v soutěži Cena Johanna Steinbrenera.[p. 1]
- Publikace Zmizelá Šumava 2  (vydání z roku 2019) získala v roce 2020 ocenění v soutěži Cena Johanna Steinbrenera, dále pak získala ocenění v soutěži Šumavská ozvěna )))[p. 2] (v rámci festivalu Šumava Litera 2020, kde byla ještě oceněna Cenou Šumavského pivovaru Vimperk).[4]

## Publikační činnost
- Kintzl, Emil a Fischer, Jan. Zmizelá Šumava. Vydání první. Zlín: Kniha Zlin, 2015–2020. 3 svazky. Stream. ISBN 978-80-7662-373-6.
- Fischer, Jan. Šumavská legenda Emil Kintzl. Vydání první. Praha: Kniha Zlin, 2024; 109 stran. ISBN 978-80-7662-600-3.

## Fotogalerie

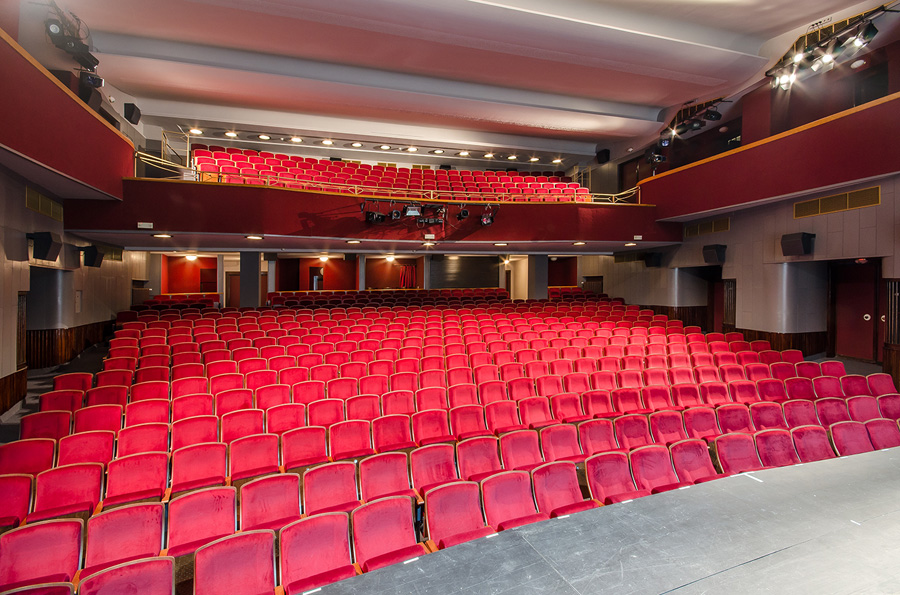
Hlediště Studia DVA s nímž Jan Fischer úzce spolupracuje
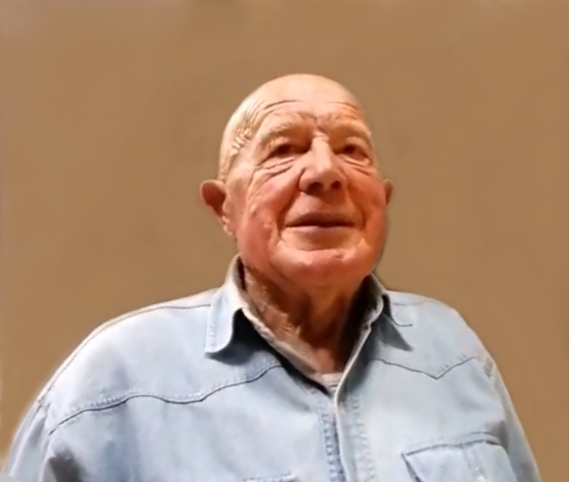
Znalec staré Šumavy Emil Kintzl, s nímž Jan Fischer vytvářel dokumentární cyklus a publikace Zmizelá Šumava
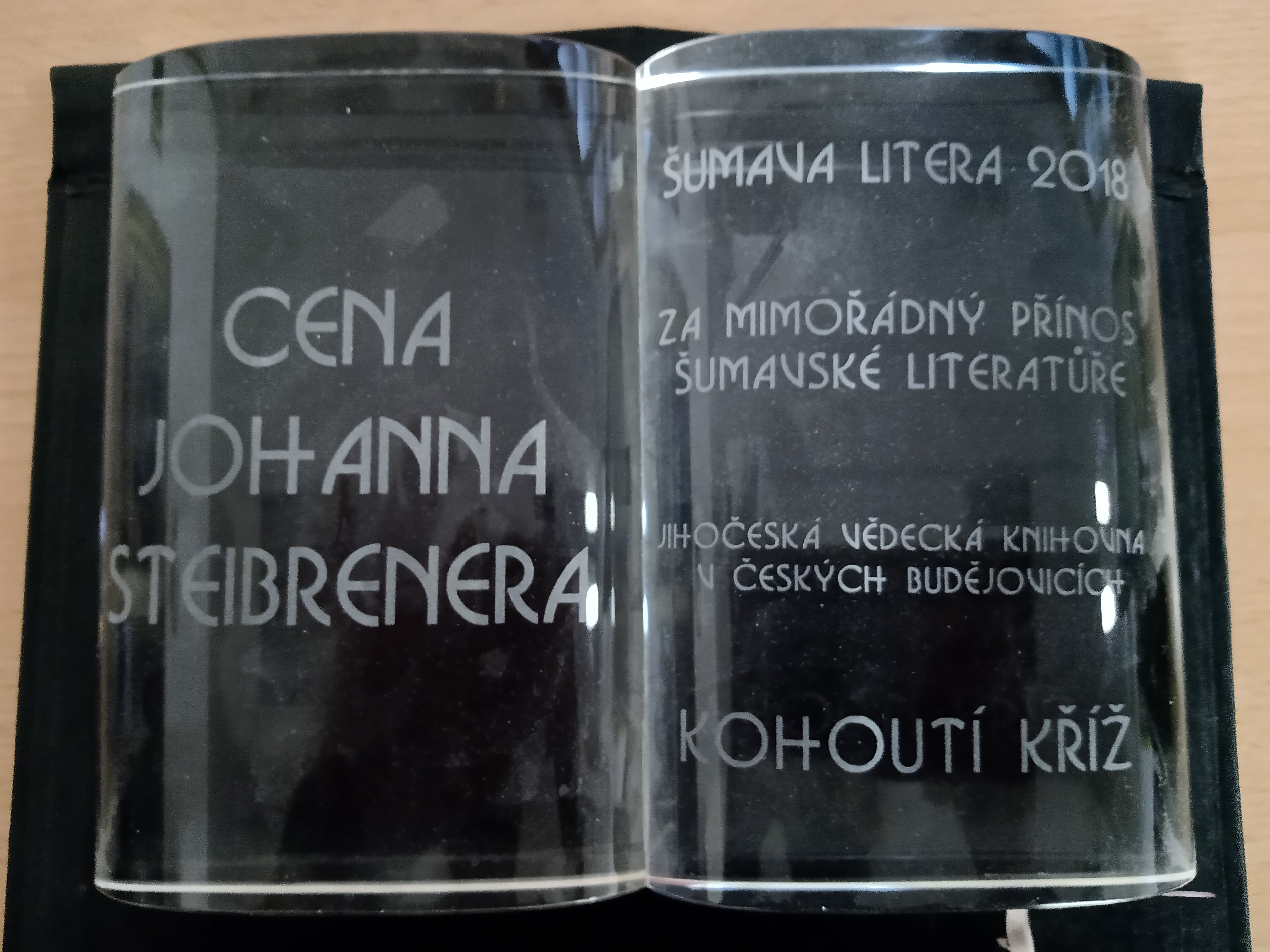
Šumava Litera – cena ve tvaru knihy pro oceněné publikace nebo projekty udělovaná v rámci literárního festivalu ve Vimperku